# Jos Verdegem
Jos Verdegem (Gent, 3 mei 1897 - aldaar, 15 september 1957) was een Vlaams-Belgische kunstschilder.

## Korte biografie
Verdegem groeide op in de volkswijk de Muide in Gent. Hij was voornamelijk actief als kunstschilder en etser van figuren, stillevens en landschappen. Aanvankelijk werkte hij als decoratieschilder. Hij volgde lessen aan de Academie van Gent bij onder meer Georges Minne, Frits Van den Berghe en Jean Delvin. Als oorlogsvrijwilliger raakte hij gewond en werd geëvacueerd naar Groot-Brittannië. Na zijn terugkeer aan het front van de Eerste Wereldoorlog werd hij opgenomen in de Section Artistique van de frontschilders. Hij nam deel aan de Exposition des peintres du front belge (Zwitserland 1917), verbleef van 1922 tot 1929 in Parijs en maakte er kennis met het werk van onder meer Maurice de Vlaminck, Henri Matisse en Georges Braque. In Parijs was hij zeer productief als etser en schilder en nam er aan talrijke tentoonstellingen deel. Hij keerde in 1929 terug en introduceerde een verfijnd romaans expressionisme, ondersteund door een grote technische beheersing en een grote spontaneïteit. Hij zocht zijn inspiratie voornamelijk bij vrouwen en in de wereld van het circus en zwervers. Van 1932 tot 1944 was hij leraar aan de Academie van Gent. Daarna was hij privé-leraar van onder anderen Luc-Peter Crombé en Jan Saverijs. Hij werkte in verscheidene musea waaronder het Museum van Gent.

## Prijzen
- Prijs van Rome (1925)
- J. Pipijnprijs (1926)

- Gemeinsame Normdatei: 174283938
- International Standard Name Identifier: 0000 0000 6703 8100
- Library of Congress Control Number: n81038650
- Nederlandse Thesaurus van Auteursnamen: 213605678
- RKD-Nederlands Instituut voor Kunstgeschiedenis: 80143
- Union List of Artist Names: 500103811
- Virtual International Authority File: 11163907
- WorldCat: E39PBJfGVVW4ry7trWPH74W4bd